# Vexillum gemmatum
Vexillum gemmatum är en snäckart som först beskrevs av G. B. Sowerby II 1874.  Vexillum gemmatum ingår i släktet Vexillum och familjen Costellariidae. Inga underarter finns listade i Catalogue of Life.